# Scacchiera di Polibio
La scacchiera di Polibio, nota anche come quadrato di Polibio, è un sistema crittografico inventato dallo storico greco Polibio verso il 150 a.C., descritto nelle sue Storie. Si basava sul frazionamento dei caratteri del messaggio in chiaro così che potessero essere rappresentati utilizzando un più piccolo insieme di simboli.

## La scacchiera
La scacchiera originale è costituita da una griglia composta da 25 caselle ordinate in cinque righe ed altrettante colonne. Le lettere dell'alfabeto vengono inserite da sinistra a destra e dall'alto in basso. Le righe e le colonne sono numerate: tali numeri sono gli indici o "coordinate" delle lettere costituenti il messaggio in chiaro.
|   | 1 | 2 | 3 | 4    | 5 |
| 1 | A | B | C | D    | E |
| 2 | F | G | H | I, J | K |
| 3 | L | M | N | O    | P |
| 4 | Q | R | S | T    | U |
| 5 | V | W | X | Y    | Z |
| - | - | - | - | ---- | - |

La trasposizione avviene sostituendo ad ogni lettera del messaggio un numero le cui cifre rappresentano il numero di riga e di colonna della sua posizione nella scacchiera. Ad esempio, operando sulla parola WIKIPEDIA:
- la lettera W si trova nella 5ª riga e 2ª colonna, per cui il suo codice sarà 52;
- la lettera I si trova sulla 2ª riga e 4ª colonna, per cui il suo codice sarà 24.

Proseguendo con questo metodo il risultato finale per WIKIPEDIA sarà 52 24 25 24 35 15 14 24 11.
Dato che l'alfabeto internazionale contiene 26 lettere, è uso comune inserire le lettere I e J nella stessa casella. Esistono anche varianti composte da 36 caselle (cioè una matrice 6×6) così che le lettere I e J possano occupare caselle diverse: le restanti 10 caselle sono poi riempite con le 10 cifre.

## Utilizzi della scacchiera di Polibio
La scacchiera di Polibio non nacque come sistema crittografico bensì come sistema per comunicare a distanza: era in pratica una sorta di antico telegrafo. Polibio descrive infatti nelle Storie il suo come un metodo per inviare messaggi mediante l'uso di torce situate su una torre detta Phryctoria. Un uomo si poneva dietro ad un riparo con 5 torce alla sua destra e 5 torce alla sua sinistra: la comunicazione avveniva mediante il sollevamento di un determinato numero di torce per lato. Il numero era dato proprio dalle coordinate (il numero di riga e quello di colonna) delle lettere del messaggio all'interno della seguente scacchiera (basata sull'alfabeto greco):
|   | 1 | 2 | 3 | 4 | 5 |
| 1 | A | B | Γ | Δ | Ε |
| 2 | Z | H | Θ | I | K |
| 3 | Λ | M | N | Ξ | O |
| 4 | Π | Ρ | Σ | T | Υ |
| 5 | Φ | Χ | Ψ | Ω |   |
| - | - | - | - | - | - |

Per inviare ad esempio la parola CRETESE, che in greco è KΡHTEΣ (cretès), si formeranno le lettere in questo modo:
- K: 2 torce a sinistra, 5 torce a destra
- Ρ: 4 torce a sinistra, 2 torce a destra
- H: 2 torce a sinistra, 2 torce a destra
- T: 4 torce a sinistra, 4 torce a destra
- E: 1 torcia a sinistra, 5 torce a destra
- Σ: 4 torce a sinistra, 3 torce a destra

Più recentemente l'impiego della scacchiera di Polibio si ritrova nel cifrario nichilista usato dai nichilisti russi sia per secretare i loro messaggi sia come forma di comunicazione durante la prigionia sotto l'epoca degli zar. In questa forma è stata adoperata anche dai prigionieri di guerra americani durante la guerra del Vietnam.
La scacchiera di Polibio si presta anche alla realizzazione di un semplice sistema steganografico: basta sostituire ai numeri qualsiasi simbolo grafico.

## Crittanalisi
Di per sé la scacchiera di Polibio non è un sistema sicuro: si tratta di una forma molto semplice di sostituzione in cui i simboli sono costituiti da coppie di cifre. Acquista però robustezza se le viene applicato un frazionamento: in questo modo si applica il principio della confusione e diffusione di Shannon, divenendo un utile componente di sistemi più complessi. Il cifrario ADFGVX, il cifrario nichilista ed il cifrario bifido sono tutti esempi di cifrari basati sull'applicazione del frazionamento alla scacchiera di Polibio.